# Polina Yegórova
Polina Alekséyevna Yegórova (en ruso: Поли́на Алексе́евна Его́рова; 25 de febrero de 2000) es una nadadora rusa. Fue doble campeona de los Juegos Olímpicos de la Juventud de 2018 y ganó seis medallas doradas en los Juegos Europeos en 2015.

## Carrera
Polina nació en Salavat, Rusia.Su primer entrenador fue Hanif Skafikov.
Polina compitió en los Juegos Europeos en 2015 en Bakú, Azerbaiyán. Allí obtuvo medallas doradas en las categorías de 100 y 200 metros revés, 50 y 100 metros mariposa y en relevos.
En los Juegos Olímpicos de la Juventud de Buenos Aires 2018 obtuvo dos medallas doradas y dos medallas de bronce representando a su país.